# Тучіпи (Люблінське воєводство)
Тучіпи (або Тучапи, Тучемпи, пол. Tuczępy) — село в Польщі, у гміні Грабовець Замойського повіту Люблінського воєводства. Населення — 276 осіб (2011).

## Історія

Православна церква св. Трійці у Тучіпах, спорудена у 1877 р., знищена в міжвоєнний період.

1540 року вперше згадується православна церква в селі.
У міжвоєнні 1918—1939 роки польська влада в рамках великої акції закриття та руйнування українських храмів на Холмщині і Підляшші перетворила місцеву православну церкву на римо-католицький костел.
У 1975—1998 роках село належало до Замойського воєводства.

## Населення
Демографічна структура станом на 31 березня 2011 року:
|          | Загалом | Допрацездатний вік | Працездатний вік | Постпрацездатний вік |
| -------- | ------- | ------------------ | ---------------- | -------------------- |
| Чоловіки | 146     | 19                 | 99               | 28                   |
| Жінки    | 130     | 25                 | 62               | 43                   |
| Разом    | 276     | 44                 | 161              | 71                   |

## Особистості

### Народилися
- Роман Портус (нар. 1936) — український лікар[4].